# Matthias Schindler (Manager)
Matthias Schindler (* 18. Juli 1956 in Pirna) ist ein deutscher Manager und Vermögensverwalter im Umfeld der Partei Die Linke und deren Stiftungen und Medien. Von 2018 bis 2021 war er Geschäftsführer des Verlags der Tageszeitung Neues Deutschland, die ab 1. Januar 2022 eine Genossenschaft ist. Schindler war von 1975 bis 1989 hauptamtlicher Mitarbeiter der DDR-Staatssicherheit.

## Leben
Matthias Schindler diente von 1975 an als Zeitsoldat beim Wachregiment „Feliks Dzierzynski“, das zum Ministerium für Staatssicherheit (MfS) gehörte. Nach drei Jahren wurde er 1978 als Feldwebel in die Reserve entlassen. Danach wurde er hauptamtlicher Mitarbeiter und Offizier des MfS, wo er verschiedenen Hauptabteilungen angehörte. Seinen höchsten Dienstgrad erreichte er mit der Beförderung zum Hauptmann 1988. Vor Auflösung des MfS 1989/90 war er Referatsleiter in der Hauptverwaltung Aufklärung (HVA) mit der Zuständigkeit für Informanten in DDR-Botschaften in Afrika sowie Lateinamerika. Schindler wurde 1984 an der Hochschule für Ökonomie in Ost-Berlin promoviert.
Schindler besitzt 96 % (Stand 2014) der Beteiligungsgesellschaft Communio, die in Berlin als Genossenschaft eingetragen ist. Die Communio kaufte 2006 die Hälfte der Anteile an der Neues Deutschland Druckerei und Verlag GmbH von der Partei Die Linke. Der Kaufpreis von 1,6 Mio. EUR sollte in 16 Raten von 2007 bis 2022 samt Verzinsung bezahlt werden. Das Geschäft mit Schindler wurde von Dietmar Bartsch als Bundesgeschäftsführer der Partei verantwortet. Jedoch entrichtete die Communio bis Ende 2013 nur 275.000 Euro, der Zahlungsrückstand betrug knapp eine Million Euro. Dennoch wurde das Geschäft nicht rückabgewickelt.
Auch das Grundstück Franz-Mehring-Platz 1, auf dem die Redaktion des „Neues Deutschland“ (ND) wie auch die Rosa-Luxemburg-Stiftung residiert, gehört mehrheitlich durch direkte und indirekte Beteiligung zu Schindlers Communio. Schindler und Bodo Ramelow waren beide Geschäftsführer der Grundstücksgesellschaft Franz-Mehring-Platz 1 mbH. Nach Kritik an der Zusammenarbeit mit einem ehemaligen Stasi-Offizier Schindler legte Ramelow den Posten 2014 kurz vor der Landtagswahl in Thüringen nieder.
Ende 2017 schied Chefredakteur Tom Strohschneider inmitten der angespannten wirtschaftlichen Lage des Verlags aus dem ND aus. Zeitgleich verließ auch Geschäftsführer Olaf Koppe den ND-Verlag. Als Nachfolger wurde Matthias Schindler berufen, der bis zur Übergabe des Betriebs an die nd.Genossenschaft eG Ende 2021 sowohl Hauptgesellschafter als auch Geschäftsführer des ND war.